# Christian Kramer (Triathlet)
Christian Kramer (* 12. September 1983 in Merseburg als Christian Ritter) ist ein deutscher Triathlet. Er wird in der Bestenliste deutscher Triathleten auf der Ironman-Distanz geführt.

## Werdegang
Christian Ritter kam als Jugendlicher zum Schwimmsport, war als Rettungssportler aktiv und nahm bei Welt- sowie Europameisterschaften teil. Er betreibt Triathlon seit 2005.
2006 wurde er Deutscher Meister auf der olympischen Distanz (1,5 km Schwimmen, 40 km Radfahren und 10 km Laufen) in der Altersklasse 20 bis 25 Jahre.

Er startete gemeinsam mit Daniel Unger und Jan Frodeno für das Hansgrohe-Team Schwarzwald in der Triathlon-Bundesliga, wo er 2007 Deutscher Vizemeister und 2008 Deutscher Mannschaftsmeister wurde.

### Erster Ironman-Start 2009
2010 wechselte er zum Verein SC DhfK Leipzig. Sein Spitzname ist Max. 2013 heiratete er Susanne Kramer und startet seitdem als Christian Kramer. Er lebt mit seiner Frau und zwei Kindern in Göthewitz.
Im Juni 2014 erreichte er beim Ironman Austria in Klagenfurt die drittschnellste bis dahin von einem deutschen Athleten auf der Ironman-Distanz (3,86 km Schwimmen, 180,2 km Radfahren und 42,2 km Laufen) erzielte Zeit – nur Andreas Raelert und Jürgen Zäck waren schneller. Christian Kramer ist einer der schnellsten deutschen Schwimmer auf der Triathlon-Langdistanz. Seine Bestzeit über 3,8 km liegt bei 45:07 Minuten (Ironman Wales, 2012).
Im Mai 2015 wurde er Zweiter beim Ironman Lanzarote. In diesem Jahr konnte er sich auch zum vierten Mal für einen Startplatz beim Ironman Hawaii qualifizieren.
Bei der Deutschen Meisterschaft auf der Triathlon-Langdistanz wurde er im Juli 2016 Dritter.

### Sieger Triathlon EDF Alpe d’Huez 2017
Im Juli 2017 konnte der damals 33-Jährige als erster deutscher Triathlet den Triathlon EDF Alpe d’Huez auf der Langdistanz (2,2 km Schwimmen, 118 km Radfahren und 20 km Laufen) gewinnen.
Im Mai 2019 wurde er nach 2015 erneut Zweiter beim Ironman Lanzarote.

## Sportliche Erfolge
| Datum/Jahr    | Platz | Wettbewerb                     | Austragungsort       | Zeit       | Bemerkung                                                                    |
| ------------- | ----- | ------------------------------ | -------------------- | ---------- | ---------------------------------------------------------------------------- |
| 9. Sep. 2018  | 9     | Ironman 70.3 Rügen             | Binz                 | 03:59:40   |                                                                              |
| 2017          | 2     | Ventouxman                     | Lapalud              |            | Mitteldistanz                                                                |
| 27. Jan. 2017 | 11    | Ironman 70.3 Dubai             | Dubai                | 03:49:15   | Mitteldistanz                                                                |
| 1. Nov. 2015  | 2     | Ironman 70.3 Taiwan            | Kenting-Nationalpark | 03:35:39   |                                                                              |
| 2. Mai 2015   | 6     | Ironman 70.3 Busselton         | Busselton            |            |                                                                              |
| 31. Aug. 2014 | 1     | Trans Vorarlberg Triathlon     | Bregenz              | 03:59:39   | [ 2 ]                                                                        |
| 8. Juni 2014  | 2     | Bonn-Triathlon                 | Bonn                 | 02:53:12   | Zweiter auf der Mitteldistanz – hinter Johann Ackermann                      |
| 25. Aug. 2013 | 1     | Trans Vorarlberg Triathlon     | Bregenz              |            |                                                                              |
| 21. Juli 2013 | 2     | Trumer Triathlon               | Obertrum am See      | 04:07:37,2 |                                                                              |
| 28. Nov. 2012 | 7     | Ironman 70.3 Miami             | Miami                | 03:48:41   |                                                                              |
| 4. Sep. 2011  | 6     | Challenge Walchsee-Kaiserwinkl | Walchsee             | 03:58:36   | [ 4 ]                                                                        |
| 29. Mai 2011  | 9     | Half Challenge Barcelona       | Barcelona            | 03:54:05   | auf der Mitteldistanz (1,9 km Schwimmen, 85 km Radfahren und 21,1 km Laufen) |
| 31. Aug. 2010 | 1     | Scheunenhof-Triathlon          | Nordhausen           |            | [ 6 ]                                                                        |
| 18. Apr. 2010 | 14    | Ironman 70.3 New Orleans       | New Orleans          | 04:06:55   | 1,9 km Schwimmen, 90 km Radfahren und 21,1 km Laufen                         |
| 2010          | 2     | IronTown Triathlon Ferropolis  | Gräfenhainichen      |            | [ 8 ]                                                                        |
| 17. Mai 2008  | 1     | Kalterer See Triathlon         | Kalterer See         |            |                                                                              |
| 10. Aug. 2008 | 12    | ITU Triathlon European Cup     | Karlsbad             | 01:52:04   |                                                                              |
| 21. Juni 2008 | 8     | ITU Triathlon European Cup     | Schliersee           | 02:04:50   |                                                                              |
| 2008          | 3     | Mönchshof-Triathlon            | Kulmbach             | 03:56      | Deutsche Meisterschaft auf der Mitteldistanz                                 |
| 16. Juni 2007 | 14    | ITU Triathlon European Cup     | Schliersee           | 02:04:00   |                                                                              |

| Datum/Jahr    | Platz | Wettbewerb                                       | Austragungsort    | Zeit     | Bemerkung |
| ------------- | ----- | ------------------------------------------------ | ----------------- | -------- | --- |
| 25. Mai 2019  | 2     | Ironman Lanzarote                                | Puerto del Carmen | 08:56:08 | |
| 11. Nov. 2017 | 4     | Ironman Malaysia                                 | Langkawi          | 08:46:52 | |
| 10. Sep. 2017 | 3     | Ironman Wales                                    | Tenby             | 09:14:26 | |
| 27. Juli 2017 | 1     | Triathlon EDF Alpe d’Huez                        | Alpe d’Huez       | 05:53:28 | erster deutscher Sieger auf der Langdistanz (2,2 km Schwimmen, 118 km Radfahren und 20 km Laufen)                            |
| 3. Juli 2016  | 3     | DTU Deutsche Meisterschaft Triathlon Langdistanz | Frankfurt am Main | 08:18:14 | als Sechster beim Ironman Germany                                                                                            |
| 10. Apr. 2016 | 8     | Ironman South Africa                             | Port Elizabeth    | 08:29:57 | |
| 10. Okt. 2015 | 154   | Ironman Hawaii                                   | Hawaii            | 09:40:44 | Platz 34 bei den Profis und Platz 154 unter allen Teilnehmern                                                                |
| 23. Mai 2015  | 2     | Ironman Lanzarote                                | Puerto del Carmen | 08:59:31 | Zweiter hinter dem Italiener Alessandro Degasperi – mit Tagesbestzeit auf dem Rad in 5:05:22 h                               |
| 22. März 2015 | 4     | Ironman Melbourne                                | Melbourne         | 08:11:31 | |
| 11. Okt. 2014 | DNF   | Ironman Hawaii                                   | Hawaii            | –        | beim Laufen ausgestiegen |
| 29. Juni 2014 | 2     | Ironman Austria                                  | Klagenfurt        | 07:54:31 | persönliche Ironman-Bestzeit und drittschnellste bis 2014 von einem deutschen Athleten auf der Ironman-Distanz erzielte Zeit |
| 23. März 2014 | 9     | Ironman Melbourne                                | Melbourne         | 08:15:10 | |
| 12. Okt. 2013 | 14    | Ironman Hawaii                                   | Big Island        | 08:35:23 | |
| 7. Juli 2013  | 6     | Ironman Germany                                  | Frankfurt am Main | 08:16:30 | Ritter war zweitschnellster Schwimmer und überholte 800 Meter vor dem Ziel noch Michael Raelert.                             |
| 18. Nov. 2012 | 9     | Ironman Arizona                                  | Tempe             | 08:35:11 | |
| 16. Sep. 2012 | 3     | Ironman Wales                                    | Pembrokeshire     | 08:58:49 | Dritter hinter dem Franzosen Sylvian Rota und dem Österreicher Daniel Niederreiter                                           |
| 27. Nov. 2011 | 31    | Ironman Mexico                                   | Cozumel           | 11:04:22 | Nach der zwischenzeitlichen Führung während des Laufens kam eine Kreislaufschwäche bei km 30.                                |
| 10. Juli 2011 | 5     | Challenge Roth                                   | Roth              | 08:18:40 | Zweiter nach dem Schwimmen                                                                                                   |
| 9. Okt. 2010  | 37    | Ironman Hawaii                                   | Big Island        | 08:52:13 | |
| 4. Juli 2010  | 7     | Ironman Germany                                  | Frankfurt am Main | 08:33:06 | Ritter war schnellster Schwimmer und beendete das Rennen 28 Minuten hinter dem Sieger Andreas Raelert.                       |
| 13. Sep. 2009 | 2     | Ironman Wisconsin                                | Madison           | 08:50:34 | |

(DNF – Did Not Finish)